# Bahnhof Berlin Gesundbrunnen
Der Bahnhof Berlin Gesundbrunnen (Nordkreuz) ist ein Fern- und Nahverkehrsbahnhof der Deutschen Bahn an der Berliner Ringbahn. Die Station liegt im Berliner Ortsteil Gesundbrunnen am Übergang von der Bad- in die Brunnenstraße und gehört zu den 21 Bahnhöfen der höchsten Preisklasse 1 von DB InfraGO. Er wird täglich von etwa 203.000 Reisenden und Besuchern genutzt und liegt damit auf Platz vier der verkehrsreichsten Bahnhöfe in Berlin (Stand: 2019).
Der stark frequentierte Kreuzungsbahnhof mit zehn Bahnsteiggleisen ist Umsteigepunkt zwischen Personenfern- (ICE, IC/EC) und Nahverkehr (S- und Regionalbahn bzw. -Express) und bietet Anschluss zum innerstädtischen Verkehr mit Bussen oder – über den gleichnamigen U-Bahnhof der BVG – zur Linie U8.

## Lage und Erschließung

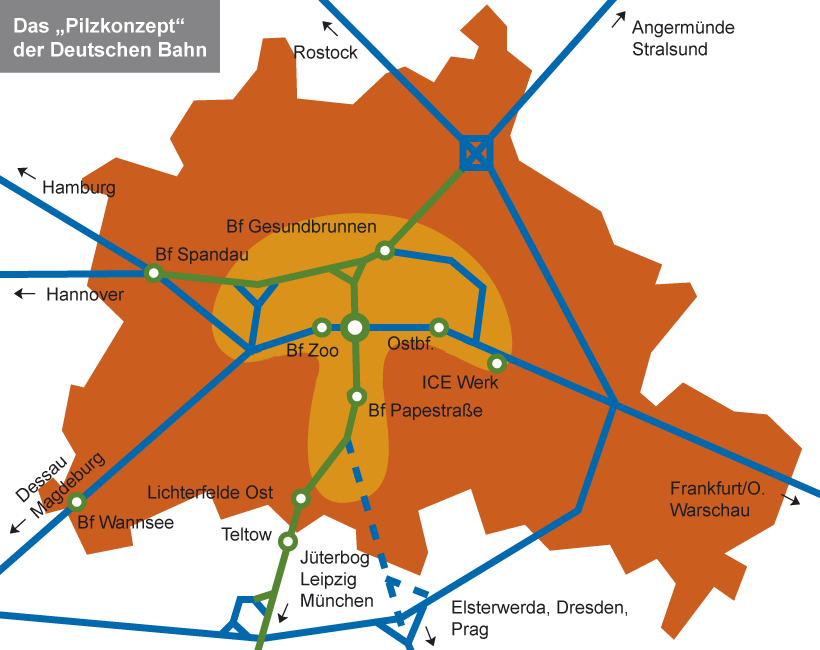
Der Bahnhof Gesundbrunnen im Pilzkonzept

Topografisch liegt der Bahnhof Gesundbrunnen am Südhang des Panketals auf der Hochfläche der Humboldthöhe. Verkehrstechnisch liegt er am nördlichen Rand des Berliner S-Bahn-Rings. Er besitzt Zugänge sowohl von der Bad-/Brunnenstraße als auch von der Swinemünder Straße. Die Bahnanlagen wurden im Geländeeinschnitt unterhalb der gemauerten Badstraßenbrücke errichtet. An dieser Stelle knickt die Badstraße nach Süden hin in die Brunnenstraße ab; der Knick liegt genau über dem Bahnhof.
Die Wiederinbetriebnahme des Bahnhofs für den Fern- und Regionalverkehr ist ein wichtiger Bestandteil des Pilzkonzepts der Deutschen Bahn.

## Geschichte des S-, Regional- und Fernbahnhofs

### Erste Bahnlinie am Gesundbrunnen

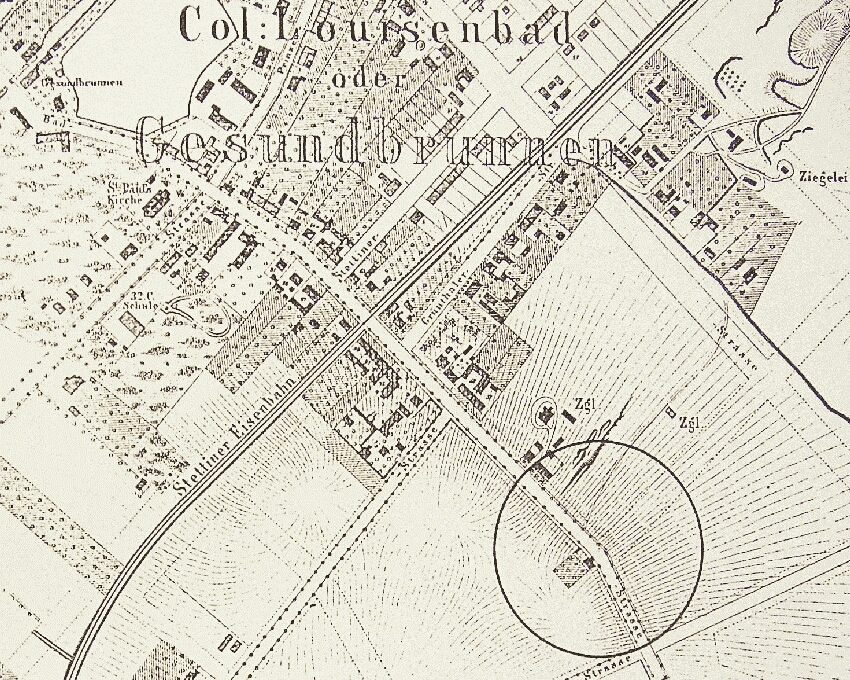
Colonie Louisenbad, später Gesundbrunnen, um 1863. Im Kreis der spätere Ringbahnhof Gesundbrunnen

Am 1. August 1842 wurde der erste Teil der Bahnstrecke Berlin–Stettin eröffnet, die am Stettiner Bahnhof in Berlin beginnend durch den Ortsteil Gesundbrunnen nach Nord-Osten führte. Die Trasse kreuzte die Badstraße zwischen Grüntaler und Stettiner Straße niveaugleich mit einer Bahnschranke. Nach dem Umbau der Bahnanlagen am Gesundbrunnen konnte der unfallträchtige Bahnübergang entfernt werden.

### Eröffnung der Ringbahn
Nachdem der Plan, eine Ringbahn um Berlin herum zu bauen, vom preußischen König Wilhelm I. beschlossen worden war, ging diese bis 1872 in Betrieb. So fuhren seit dem 17. Juli 1871 Güterzüge auf der Berliner Ringbahn, Personenzüge seit dem 1. Januar 1872. Mit diesem Eröffnungsdatum nahm auch der Bahnhof Gesundbrunnen den Betrieb auf.

### Eröffnung der Nordbahn

Ringbahnhof Gesundbrunnen, um 1880

Als am 10. Juli 1877 die Berliner Nordbahn von Berlin nach Neubrandenburg eröffnet wurde, begannen und endeten deren Personenzüge am Bahnhof Gesundbrunnen, der dadurch zu einem Verkehrsknotenpunkt wurde. Der Nordbahnhof als Endpunkt an der Bernauer Straße/Schwedter Straße konnte erst am 1. Oktober 1877 fertiggestellt werden und diente fast ausschließlich dem Güterverkehr. Die Personenzüge der Nordbahn benutzten ab dem 1. Dezember 1877 gegen eine Jahresgebühr von 50.000 Mark den Stettiner Bahnhof mit. Damit wurde der Stettiner Bahnhof für die Nordstrecken zum Endbahnhof (aus Stralsund, Neubrandenburg, Fürstenberg/Havel und Oranienburg), während der Bahnhof Gesundbrunnen dem Umsteigeverkehr zur Ringbahn diente.
Am 1. Oktober 1891 wurde zwischen Berlin und Oranienburg ein spezieller Vorortverkehr (als Vorläufer der S-Bahn) mit ermäßigtem Tarif eingerichtet. Seither fuhren die Fernzüge zwischen Gesundbrunnen und Oranienburg ohne Zwischenhalt durch. Wegen Überlastung des Stettiner Bahnhofs wurde 1892 ein Teil der Vorortzüge provisorisch in den Nordbahnhof umgeleitet, der bis dahin nur für den Güterverkehr genutzt worden war. Diese Zersplitterung des Vorortverkehrs war für die Reisenden sehr unübersichtlich und auf Dauer unhaltbar, sodass im Staatshaushalt 1895 insgesamt 8,85 Millionen Mark (kaufkraftbereinigt in heutiger Währung: rund 76,47 Millionen Euro) für den Umbau der Gleisanlagen am Gesundbrunnen bereitgestellt wurden, um den Fern- und Vorortverkehr am Bahnhof Gesundbrunnen kreuzungsfrei mit der Ringbahn zu verbinden.

### Erster großer Umbau der Bahnanlagen und des Bahnhofs

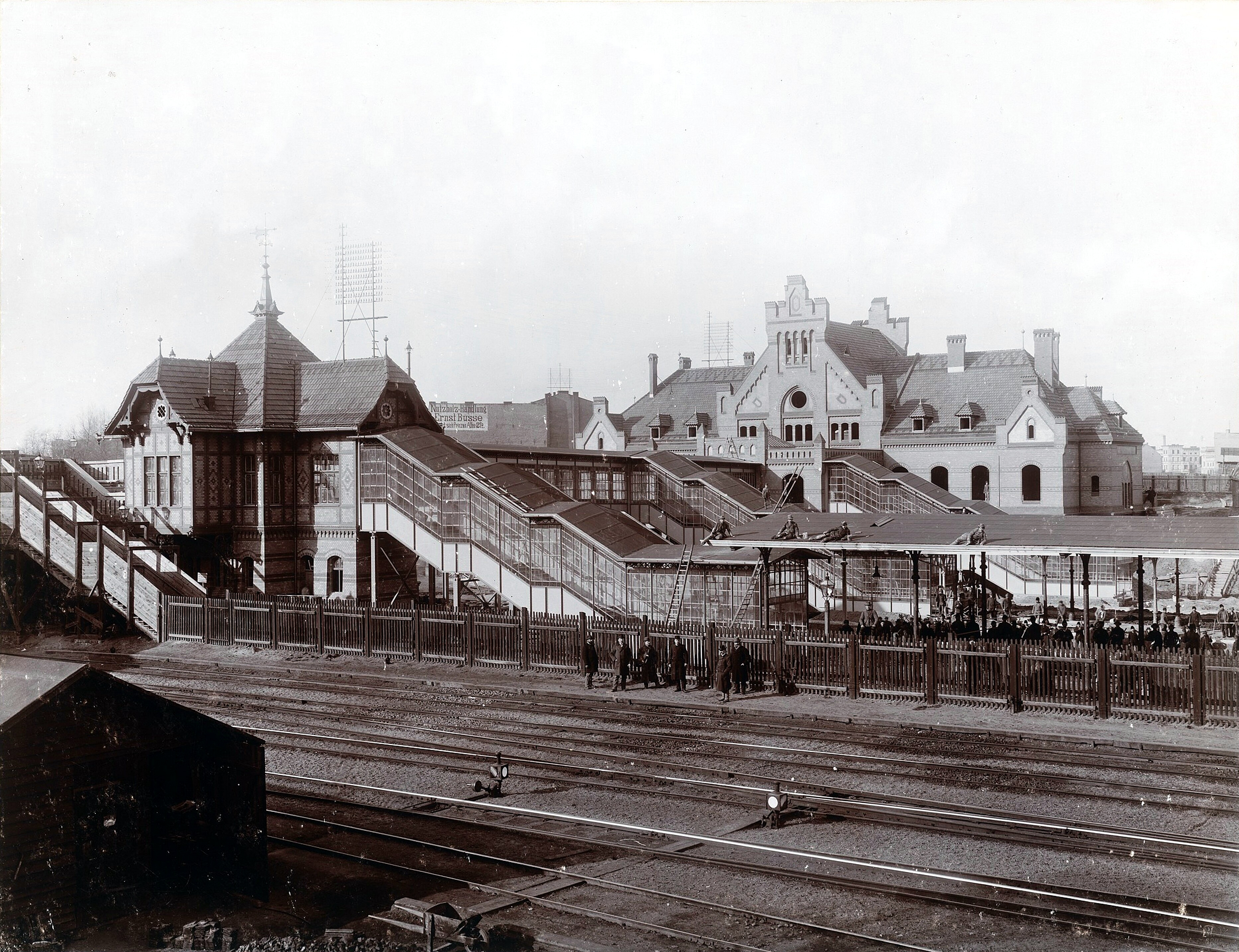
Bahnhof Gesundbrunnen nach der Verlegung der Stettiner Bahn, 1898

Gleisplan der Bahnanlagen am Gesundbrunnen von 1902

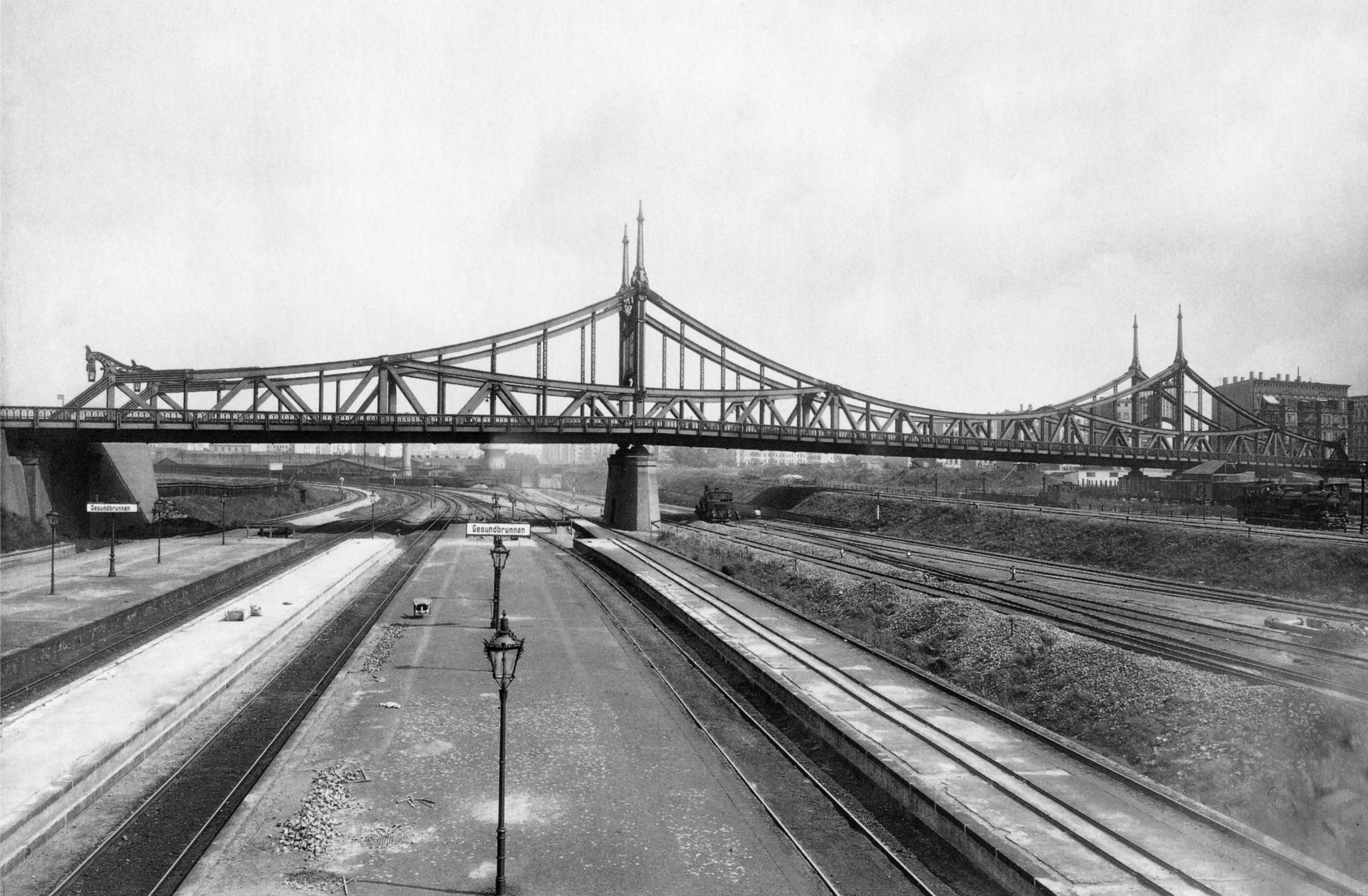
Blick über Vorort- und Fernbahnsteig zur Swinemünder Brücke, 1906

Im Jahr 1895 begann der Umbau der Gleisanlagen der Stettiner Bahn im Norden Berlins. Da auch den Fahrgästen der Stettiner Bahn das Umsteigen am Ring- und Vorortbahnhof Gesundbrunnen ermöglicht werden sollte, verschwenkte man die Trasse der Stettiner Bahn zwischen den heutigen Bahnhöfen Humboldthain und Bornholmer Straße in die der Nordbahn. Am Bahnhof Gesundbrunnen wurden drei neue Bahnsteige für die Ring-, Vorort- und Fernbahn sowie ein Empfangsgebäude im neogotischen Stil nach Entwürfen von Armin Wegner errichtet.
Am 1. Mai 1897 wurden die ersten beiden Gleise der neuen Strecke (die späteren Vorortgleise) in Betrieb genommen und gleichzeitig die alte (parallel zur Grüntaler Straße verlaufende) Strecke der Stettiner Bahn stillgelegt. Am 1. Dezember 1897 konnte auch der neue Fernbahnsteig in Betrieb genommen werden.
Ab 1903 durfte der Fernbahnsteig im Bahnhof Gesundbrunnen nur noch von denjenigen Fernreisenden benutzt werden, die mindestens bis Bernau, Oranienburg oder darüber hinaus fahren wollten. Die Benutzung der Fernzüge zwischen dem Bahnhof Gesundbrunnen und dem Stettiner Bahnhof war somit untersagt.

### Elektrifizierung der S-Bahn
Die Strecke vom Stettiner Bahnhof nach Bernau war in den 1920er Jahren die erste Strecke im Berliner Nahverkehrsnetz, die für den Vorortverkehr elektrifiziert wurde. Zuvor war ein großes Elektrifizierungsprogramm von der Reichsbahn für die Berliner Stadt-, Ring- und Vorortbahnen beschlossen worden. Diese Elektrifizierung sollte mittels seitlicher Stromschiene mit 750 Volt Gleichstrom umgesetzt werden. Dazu wurde 1924 im Bereich der Gleisgabelung zwischen Stettiner- und Nordbahn ein Gleichrichterwerk für die Bahnstromversorgung nach Plänen des Reichsbahn-Architekten Richard Brademann errichtet (Gleichrichterwerk Pankow). Am 8. August 1924 fuhren erstmals elektrische Züge vom Stettiner Bahnhof über Gesundbrunnen nach Bernau. Diese Züge hielten am Bahnsteig C, dem Vorortbahnsteig. Bis 1927 war dieser elektrische Verkehr in die nördlichen Vororte auch auf Oranienburg (1925) und Velten (1927) ausgedehnt. Zwei Jahre später, am 1. Februar 1929, hielten auch am Bahnsteig A, dem Ringbahnsteig, elektrische S-Bahn-Züge.
Nach der Fertigstellung des Nord-Süd-S-Bahn-Tunnels durch die Berliner Innenstadt 1939 zwischen Stettiner Bahnhof und Anhalter Bahnhof konnten die S-Bahn-Linien der Nordstrecken endlich mit denen der Südstrecken verknüpft werden und verkehrten durchgehend zwischen Oranienburg und Wannsee/Potsdam. An der Hochstraße wurde bereits 1935 der neue Haltepunkt Humboldthain und an der Bösebrücke der Bahnhof Bornholmer Straße nach Plänen des Architekten Richard Brademann errichtet.
Bereits 1930 war unter den Anlagen der Reichsbahn der U-Bahnhof Gesundbrunnen für die GN-Bahn in Betrieb genommen worden.

### Zweiter Weltkrieg und Wiederaufbau
Am 8. Oktober 1939 kam es im Bahnhof zu einem schweren Unfall, als der Lokomotivführer des D 17 zwei Vorsignale und das Hauptsignal missachtete und auf den P 411 auffuhr. 23 Menschen starben und 31 wurden verletzt.
Während des Zweiten Weltkriegs nahm der Verkehr auf den öffentlichen Schienenverkehrsmitteln rapide zu, weil Autos und Busse für militärische Zwecke beschlagnahmt wurden. Im April 1945 musste der Verkehr eingestellt werden. Erst nach und nach fuhren die ersten Züge wieder, vorerst mit Dampf und stets überfüllt. In mehreren Etappen fuhren auch wieder S-Bahn-Züge auf der Ringbahn:
- 11. Juli 1945 zwischen Ostkreuz und Gesundbrunnen,
- 01. Oktober 1945 zwischen Gesundbrunnen und Wedding,
- 19. Dezember 1945 zwischen Wedding und Putlitzstraße.

Ab dem 13. August 1945 verkehrten auch S-Bahn-Züge wieder von der Kremmener, Stettiner und Nordbahn über den Bahnhof Gesundbrunnen – jedoch nur bis zum Stettiner Fernbahnhof, da der Nord-Süd-Tunnel unter Wasser stand. Züge nach Wannsee, Teltow und Rangsdorf konnten erst ab 1947 wieder durch den Tunnel fahren.
Im Jahr 1949 gab es aber den ersten Konflikt um den Bahnhof Gesundbrunnen. Die Eisenbahner streikten (siehe Folgeabschnitt) und die DDR-Transportpolizei, die Hoheitsrechte auch in West-Berlin auf dem Reichsbahngelände, also auch der S-Bahn, für sich reklamierte, versuchte, den Streik zu verhindern. Am Bahnhof Gesundbrunnen kam es sogar zum Schusswaffeneinsatz der „Trapo“ gegen die Streikenden. Die französische Militärverwaltung setzte dem ein Ende und schützte die Streikenden, die allerdings damit auch nicht mehr ohne Gefahr für die eigene Freiheit nach Ost-Berlin zurückkehren konnten und damit letztlich ihren Job verloren.

### Mauerbau und Stilllegung

Umsteigebahnhof zwischen U-Bahn, S-Bahn und Fernbahn, 1985

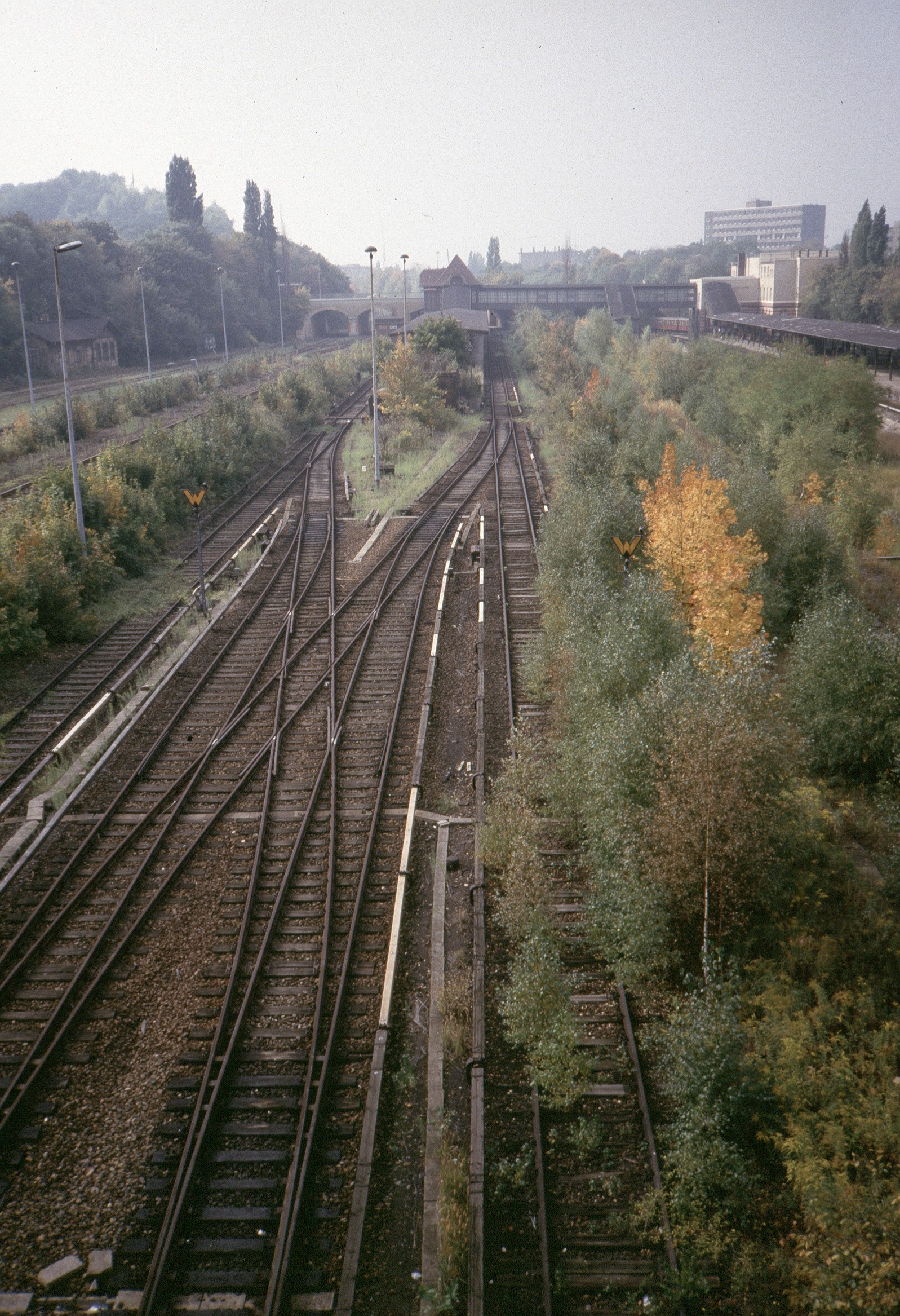
Blick von der Swinemünder Brücke auf die Ringbahngleise, 1986

Nach dem langen und erbitterten Eisenbahnerstreik in West-Berlin 1949, der schwere Auswirkungen auf den Bahnbetrieb in der DDR hatte, war diese bemüht, den Fernverkehr aus West-Berlin herauszunehmen. Am 18. Mai 1952 endete auf dem Stettiner Bahnhof und im Bahnhof Gesundbrunnen der Personenverkehr, während der Güterverkehr bis 1961 bestehen blieb.
Mit dem Bau der Berliner Mauer am 13. August 1961 wurde der S-Bahn-Ring in zwei Halbringe zerschnitten, sodass die Züge im Westteil Berlins nur noch zwischen Sonnenallee/Köllnische Heide und Gesundbrunnen verkehren konnten. Auch der Verkehr von Gesundbrunnen nach Bernau wurde unterbrochen.
Durch den West-Berliner S-Bahn-Boykott nach dem Mauerbau verlor die unter Regie der Deutschen Reichsbahn verkehrende S-Bahn im Westteil Berlins zunehmend an Bedeutung und die Fahrgastzahlen sanken rapide. Die Reichsbahn versuchte, durch die Teilmodernisierung einiger Bahnhöfe die Attraktivität der S-Bahn wieder zu erhöhen. Wie an den Stationen Halensee, Beusselstraße, Hermannstraße und Schönhauser Allee wurde in den Jahren 1964/1965 auch am Gesundbrunnen auf den Grundmauern des alten Empfangsgebäudes eine moderne Bahnhofshalle errichtet. Doch auch diese Maßnahmen brachten der S-Bahn keinen Zuwachs der Fahrgastzahlen.
Nach dem Mauerbau kam es auf dem Gelände des Betriebswerks Gesundbrunnen an der Behmstraßenbrücke zu einer Ost-West-Konfrontation. Die Ost-Berliner Regierung hatte an einem Wasserturm die großen Buchstaben „DDR“ anbringen lassen. Da das Bahngelände zum West-Berliner Bezirk Wedding gehörte, lag es im Französischen Sektor. Der französische Stadtkommandant sah die Anbringung Ost-Berliner Hoheitszeichen in seinem Sektor als Provokation an und forderte die sofortige Entfernung der drei Buchstaben, andernfalls drohte er mit der sofortigen Sprengung des Wasserturms. Er ließ Schützenpanzer auf der Swinemünder Brücke in Stellung gehen und einen Maschinengewehrstand auf dem nahen Hertha-Sportplatz errichten. Nachdem die Ost-Berliner Behörden zunächst nur ein „D“ hatten überstreichen lassen, brachen sie nach erneuter Protestnote der Franzosen den Wasserturm aus „technischen Gründen“ ab, um das Gesicht zu wahren.
Trotz der im Viermächteabkommen festgeschriebenen Betriebspflicht der Reichsbahn für die S-Bahn stellte diese den S-Bahn-Verkehr in West-Berlin im September 1980 nach einem Eisenbahnerstreik der West-Berliner Beschäftigten weitgehend ein. Nur auf wenigen Strecken wurde der Verkehr aufrechterhalten. Dazu gehörten unter anderem auch die Nord-Süd-Strecken Lichtenrade – Frohnau und Lichterfelde Süd – Heiligensee über den Bahnhof Gesundbrunnen.
Am 9. Januar 1984 übernahmen die West-Berliner Verkehrsbetriebe (BVG) nach einer Vereinbarung zwischen Reichsbahn und Senat den S-Bahn-Betrieb in West-Berlin. Die BVG stellte den Verkehr von Anhalter Bahnhof in Richtung Norden aus „technischen Gründen“ sofort ein und schloss die Station Gesundbrunnen. Nach heftigen Bürgerprotesten war die BVG gezwungen, den S-Bahn-Verkehr durch den Nord-Süd-Tunnel ab dem 1. Mai 1984 wieder bis Gesundbrunnen durchzuführen und nahm ab Oktober gleichen Jahres den Verkehr nach Frohnau wieder auf.
Während der Zeit der Berliner Mauer kamen im Grenzgebiet zwischen den S-Bahnhöfen Gesundbrunnen, Bornholmer Straße und Schönhauser Allee fünf Menschen bei Fluchtversuchen ums Leben. Es handelte sich um Hans-Dieter Wesa, Hildegard Trabant, Klaus-Jürgen Kluge, Lothar Fritz Freie und Ingolf Diederichs.

### Nachwendezeit

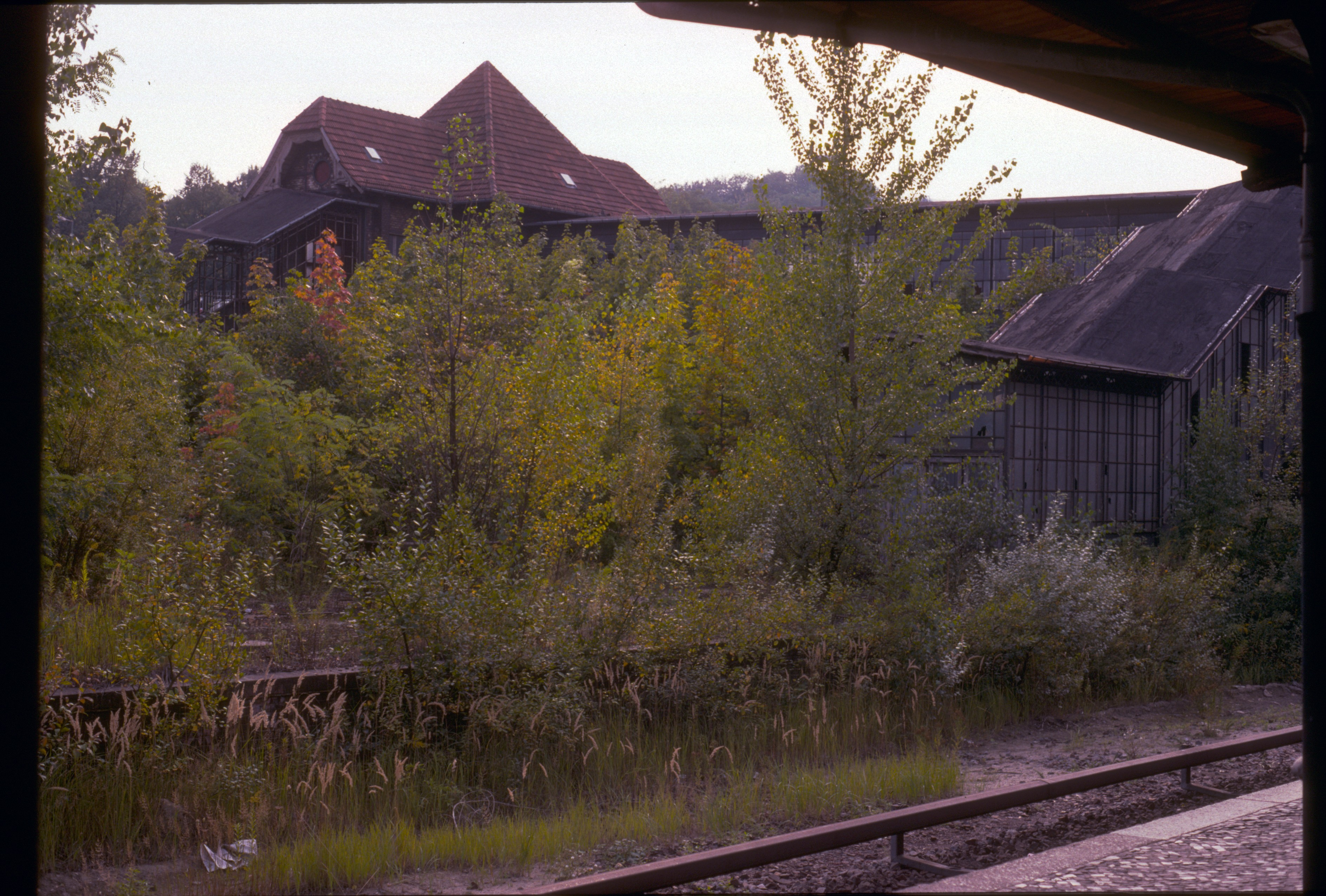
Blick vom Bahnsteig der Nord-Süd-Bahn über den Fernbahnsteig zum Überführungsbauwerk und zum Zugangsgebäude am Ringbahnsteig, September 1991

Bahngelände des Bauvorhabens Nordkreuz (Blickrichtung: von Osten), Ende 1991

Unmittelbar nach dem Mauerfall begann die Diskussion über die zukünftige Anbindung Berlins an das deutsche und europäische Schienenverkehrsnetz. Ein Schwerpunkt dieser Diskussion lag dabei auf der Frage, wie die Nord-Süd-Trassen an die Stadt heran und durch sie hindurch geführt werden sollen.
In den 1990er Jahren wurde der Bahnhof Gesundbrunnen infolge des von der Deutschen Bahn, dem Berliner Senat und der Bundesrepublik Deutschland beschlossenen Pilzkonzepts umgestaltet und zum Fernbahnhof ausgebaut. Als Voraussetzung für die dringend notwendige Sanierung mussten die gesamten Bahnanlagen konzeptionell umgeplant werden. Das Berliner Architekturbüro Ingrid Hentschel und Axel Oestreich waren dafür 1992 als Sieger aus einem bundesweiten Wettbewerb hervorgegangen.
Mit den Arbeiten wurde an den S-Bahn-Anlagen auf der Nordseite des Bahnhofs begonnen. Die alten Betriebsanlagen wurden in mehreren Bauabschnitten nach und nach abgebrochen und durch neue Anlagen ersetzt. Sowohl die Gleistrassen als auch Bahnsteige und Zugänge wurden umgelegt bzw. neu errichtet. Eine wesentliche Verbesserung der Umsteigesituation zwischen Ringbahn und Nord-Süd-Bahn stellte dabei die Zusammenlegung der Trassen und der Bau von Richtungsbahnsteigen dar. Die S-Bahnsteige erhielten direkte U-Bahn-Zugänge. Zwischen allen Bahnsteigen wurde ein breiter, unterirdischer Durchgang geschaffen. Auf der Ostseite wurde ein neuer Ausgang von allen Bahnsteigen zur Swinemünder Brücke errichtet. Die Westseite zur Badstraßenbrücke hin wurde nach dem Vorbild Bahnhof Kassel-Wilhelmshöhe gedeckelt, um das ursprünglich geplante Empfangsgebäude, Bushaltestellen, einen Taxistand, Pkw- und Fahrradstellplätze sowie Marktstände aufnehmen zu können. Die mit gelbem Backstein als Segmentbögen errichtete Badstraßenbrücke verschwand unter der Betonplatte. Die südlich anschließende Brunnenstraßenbrücke musste in einem aufwendigen Grundbauverfahren nach Süden durch einen Neubau ergänzt werden, um dem Gleisfächer für die drei Fernbahnsteige Platz zu geben.
Zu den Bahnsteigen wurden mehrere Aufzüge, Rolltreppen und Leitsysteme eingerichtet. Auch hier nahm die Deutsche Bahn aus Kostengründen starke Vereinfachungen der vom Architekten geplanten Zugangsbauten vor und musste die Treppenabgänge aufgrund des fehlenden Empfangsgebäudes mit Hilfsdächern versehen.
Die Deutsche Bahn suchte zur Errichtung eines Empfangsgebäudes einen Investor. Die von Axel Oestreich geplanten Turmbauten und das Empfangsgebäude an der Badstraße wurden von der Bahn während des Umbaus aus Kostengründen erst auf zwei Stockwerke reduziert und kurz vor Fertigstellung der Bahnanlagen ganz gestrichen, allerdings in einer sparsameren Variante schließlich zwischen 2013 und 2015 errichtet. Aufgrund des benachbarten Gesundbrunnen-Centers galt die Entwicklung eines wirtschaftlich tragfähigen Konzeptes als schwierig. Deshalb wurde zunächst als Kiosk ein DB Servicestore errichtet, an dem Reisebedarf und Fahrkarten verkauft wurden.
Beide S-Bahnsteige sind als zwei von 20 sogenannten Stammbahnhöfen der Berliner S-Bahn mit einer örtlichen Aufsicht besetzt.

### Wiederinbetriebnahme des Bahnhofs Gesundbrunnen

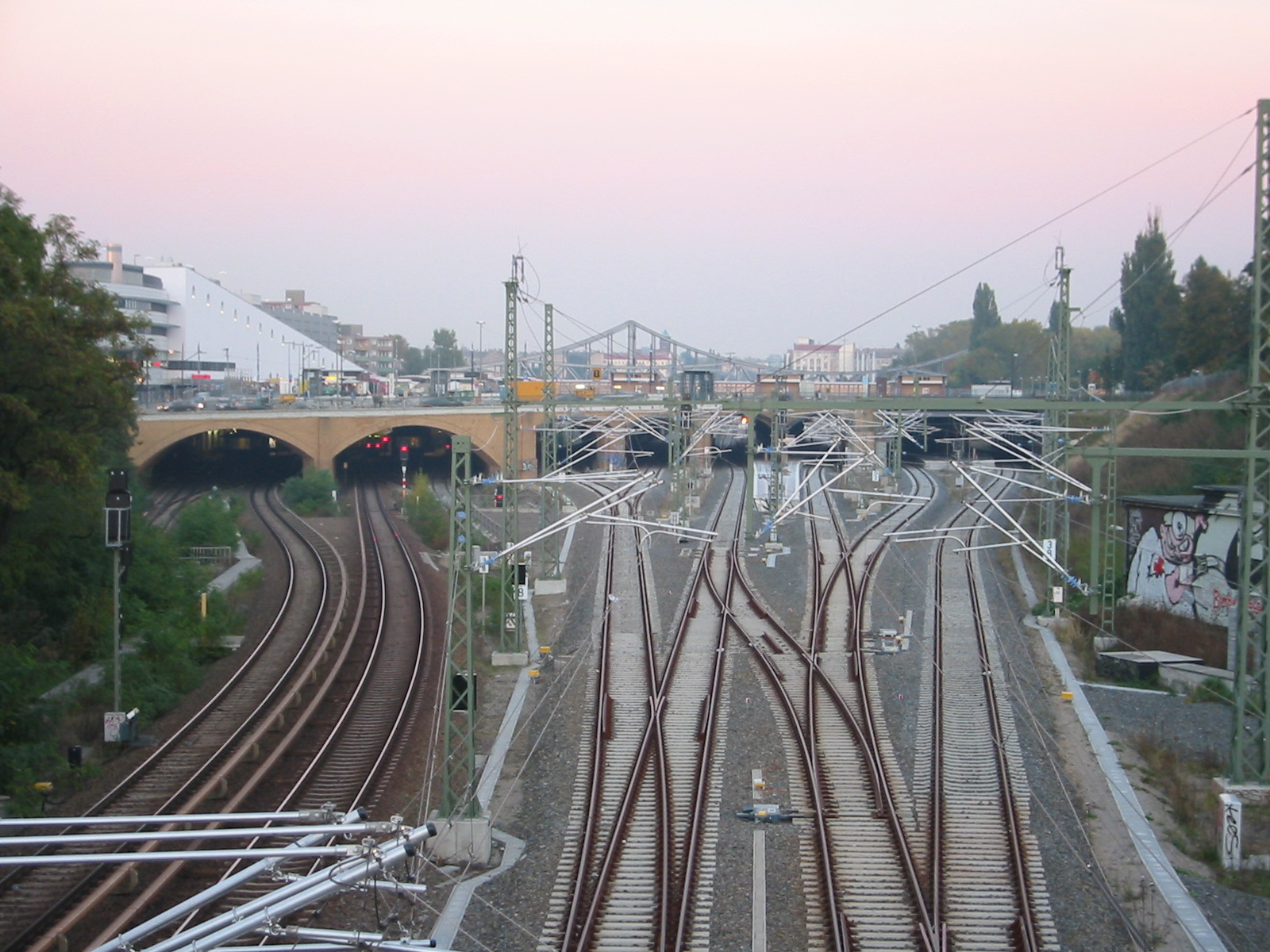
Links die Gleise der S-Bahn, rechts die der Fernbahn (Blickrichtung: nach Osten), 2005

Am 17. September 2001 konnte die Verbindung zwischen Gesundbrunnen und dem ehemals Ost-Berliner Bahnhof Schönhauser Allee wiedereröffnet werden. Der Ringbahnabschnitt zwischen Gesundbrunnen und Wedding wurde als letzter Streckenabschnitt am 15. Juni 2002 wieder in Betrieb genommen.
Seit dem 28. Mai 2006 halten am Bahnhof Gesundbrunnen wieder Regional- und Fernzüge der Deutschen Bahn und zwischenzeitlich, von Dezember 2007 bis Dezember 2014, auch der von Veolia betriebene InterConnex (Leipzig – Berlin – Rostock).
Im August 2006 wurde der Vorplatz des Bahnhofs nach Hanne Sobek – einem bekannten Spieler des Fußballvereins Hertha BSC – benannt.

### Name „Nordkreuz“

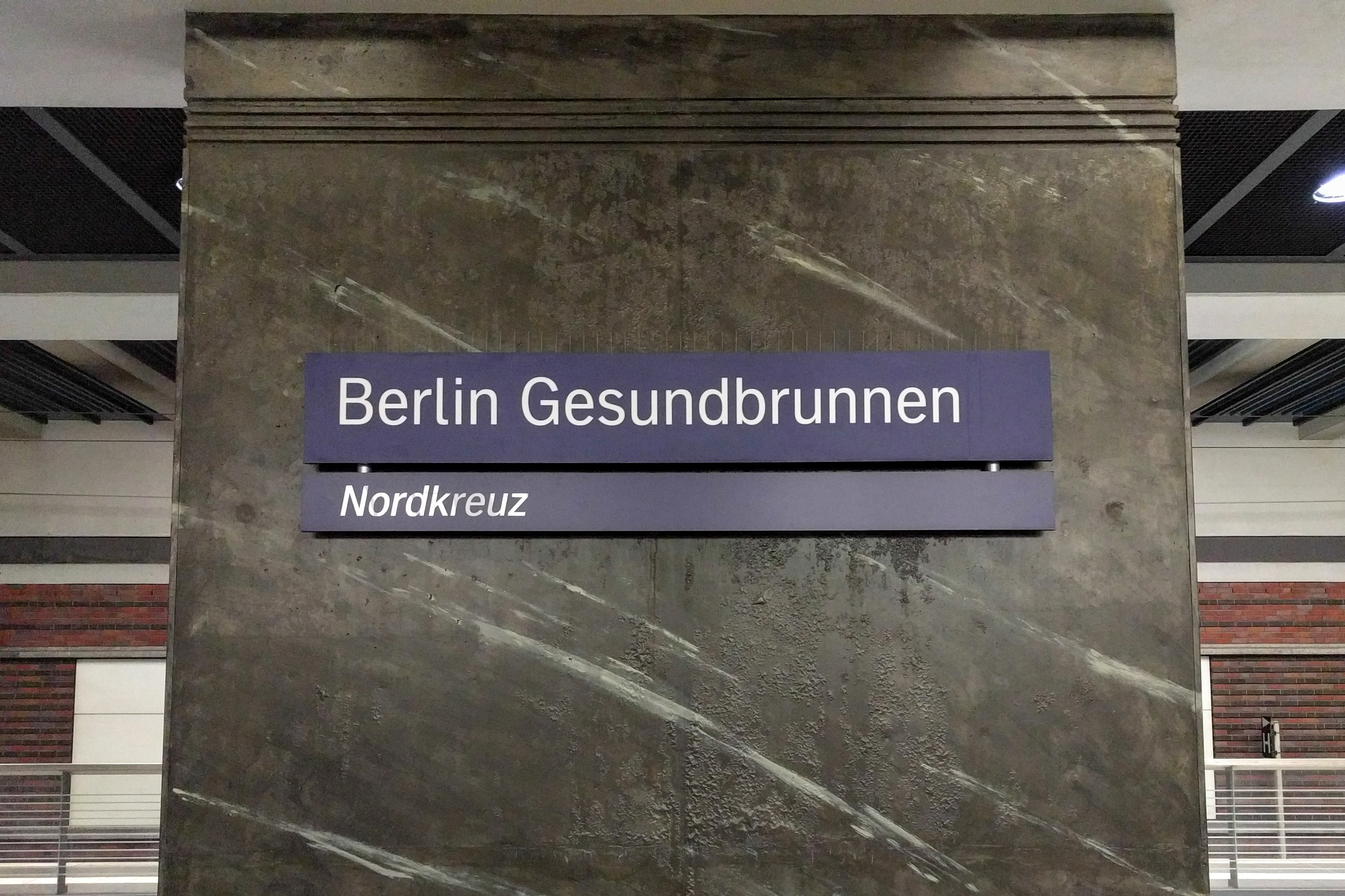
Stationsschild mit Untertitel Nordkreuz

Zwar gilt die 114 Millionen Euro teure Umbaumaßnahme mit kreuzungsfreien Übergängen als Bauprojekt „Nordkreuz“, aber die Kreuzungen finden nicht am Bahnhof Gesundbrunnen, sondern zwischen den Bahnhöfen Bornholmer Straße, Gesundbrunnen und Schönhauser Allee statt.
Am 13. Juni 2005 sagte der damalige Deutsche-Bahn-Chef Hartmut Mehdorn zur Nachricht der Umbenennung des Bahnhofs Papestraße in Bahnhof Berlin Südkreuz noch: „Eine Umbenennung des Bahnhofs Gesundbrunnen in ‚Nordkreuz‘ wird nicht erwogen“. Am 13. Oktober 2005 ließ die Deutsche Bahn durch die Presse mitteilen, der Bahnhof Gesundbrunnen würde in ‚Nordkreuz‘ umbenannt, da dies logisch sei und die Verständlichkeit für fremde Fahrgäste wesentlich erhöhen würde. Die Stadtentwicklungssenatorin Ingeborg Junge-Reyer schlug Hartmut Mehdorn vor, den Begriff ‚Nordkreuz‘ nur als Untertitel für den Bahnhof zu verwenden. In einem Brief vom 22. Dezember 2005 an das Berliner Abgeordnetenhaus verkündete Mehdorn, von der geplanten Namensänderung Abstand zu nehmen. Mitte 2016 wurde auf Stationsschildern der Namenszusatz ‚Nordkreuz‘ hinzugefügt und am 25. Juni 2016 beim Bahnhofsfest zur Fertigstellung des neuen Empfangsgebäudes feierlich enthüllt. Als Grund für den Zusatz gab die Bahn an, dieser solle Touristen und Ortsfremden Orientierung bieten.

### Neuere Geschichte
Im Zuge der Eröffnung der Schnellfahrstrecke Nürnberg–Erfurt wurden 2018 neue Durchrutschwege eingerichtet, um die Leistungsfähigkeit des Bahnhofs zu erhöhen.

## Geschichte des U-Bahnhofs

### Planung, Bau und Eröffnung

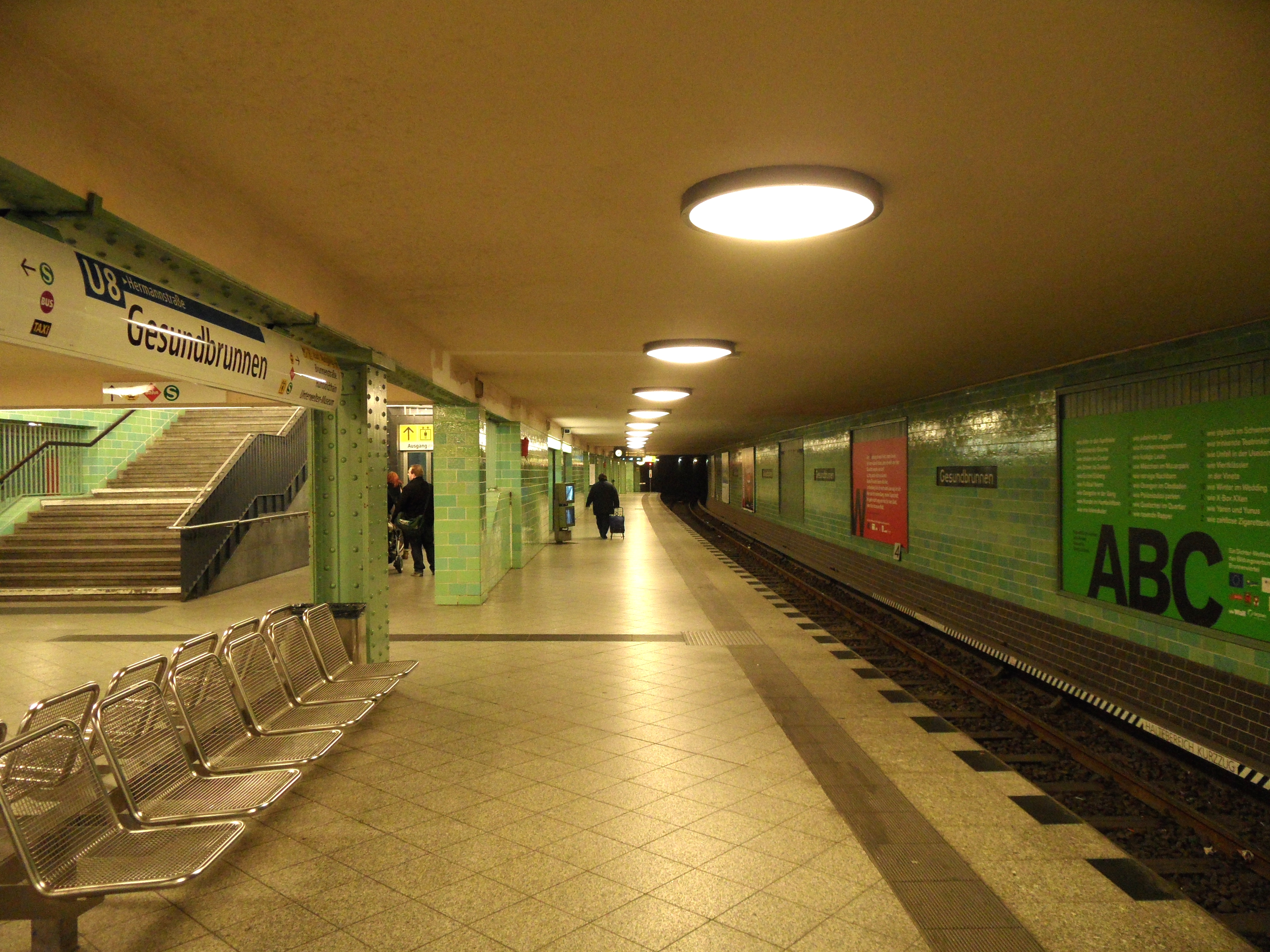
U-Bahnsteig der Linie U8

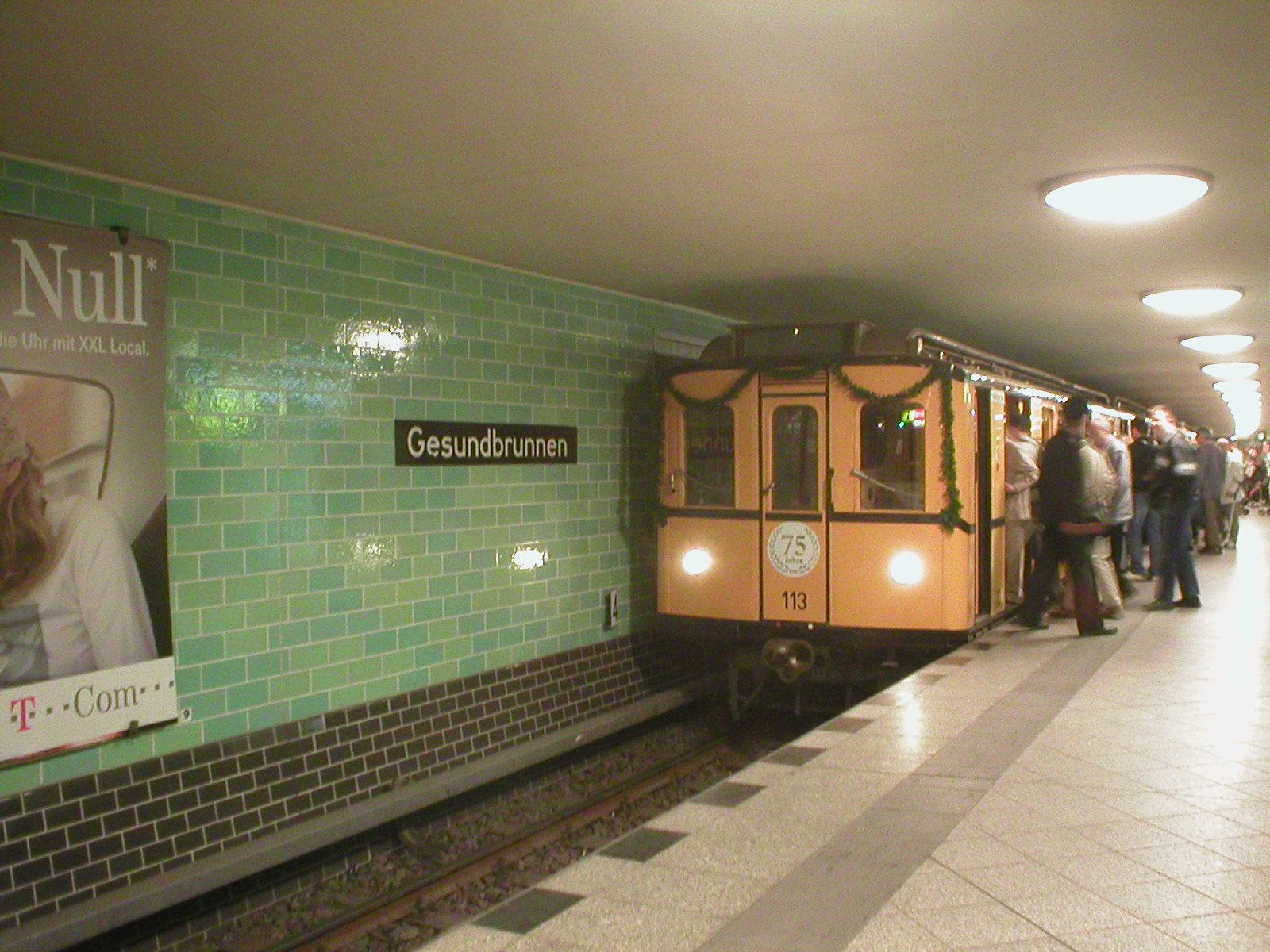
Ein Großprofilwagen der Baureihe BII aus den 1920er Jahren während einer Sonderfahrt am Bahnhof Gesundbrunnen

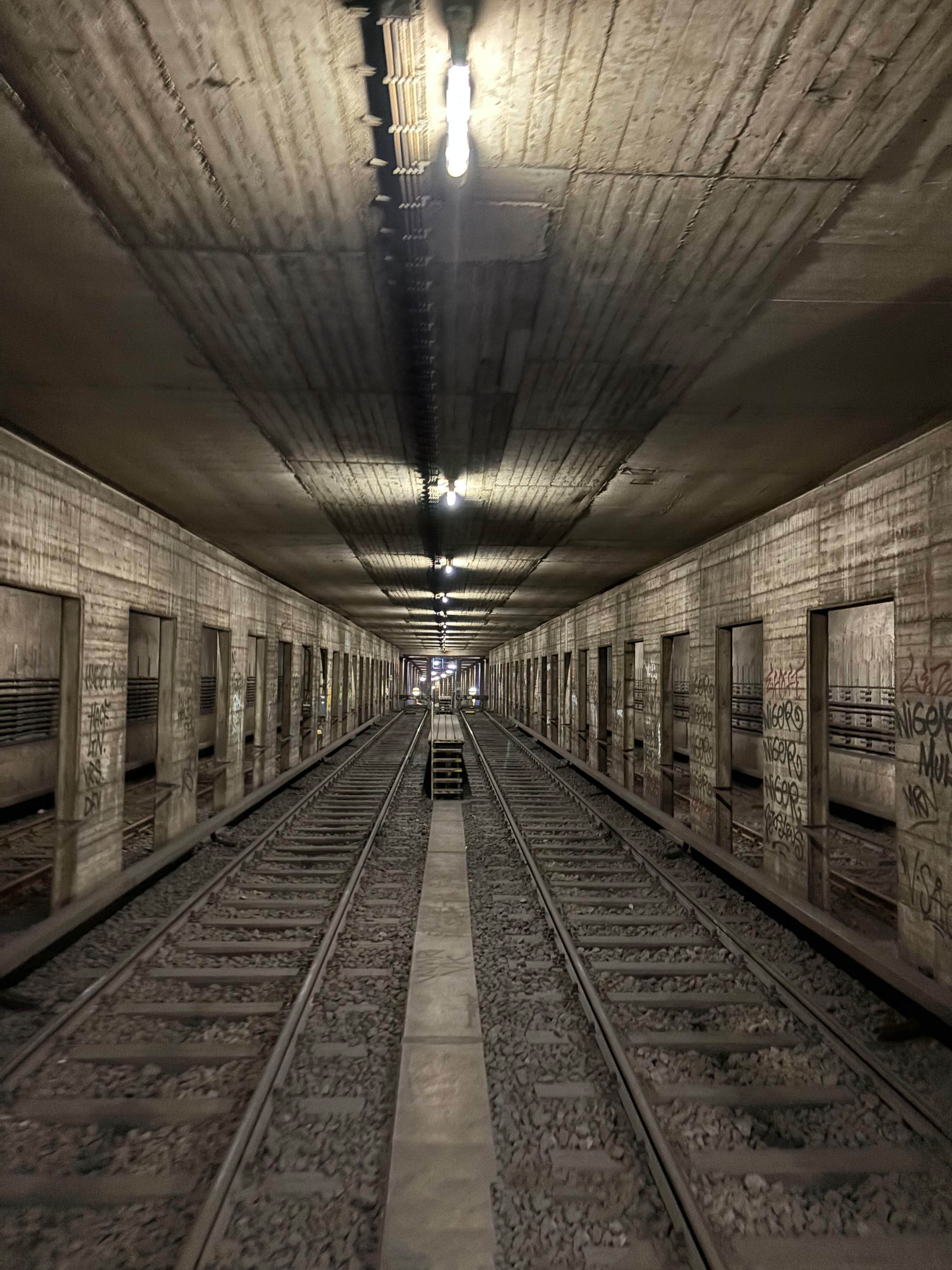
Abstell- und Wendeanlage nördlich des U-Bahnhofs

Die Planungen für eine neue Nord-Süd-U-Bahn-Linie, die heutige U8, legte die AEG dem Berliner Magistrat bereits 1907 vor. Die Verhandlungen über die Trassenführung gestalteten sich schwierig. 1912 einigte man sich darauf, die neue Linie teilweise als Hochbahn zu errichten. Nach Protesten verständigten sich Stadt und AEG auf eine unterirdische Streckenführung im Südabschnitt zum Hermannplatz. Ähnlich wie Siemens & Halske mit der Hochbahngesellschaft, hatte auch die AEG mit der AEG-Schnellbahn-AG eine Tochterfirma für die Bauarbeiten gegründet. Durch den Ersten Weltkrieg und die darauffolgende Inflation wurde die wirtschaftliche Lage der AEG so schwierig, dass sie im Oktober 1919 alle Bauarbeiten einstellte. Nach einer Klage Berlins wurde die AEG-Schnellbahn-AG liquidiert und alle Anlagen fielen der Stadt Berlin zu. Daraufhin änderte Berlin teilweise die Streckenführung und entschied sich, auch den Nordast nach Gesundbrunnen unterirdisch auszuführen. Die Stadt baute die neue Strecke ab 1926 nun in Eigenregie.
Nachdem bereits 1927 der Betrieb auf der südlichen Strecke aufgenommen worden war, konnte der U-Bahnhof Gesundbrunnen am 18. April 1930 eröffnet werden. Der Bahnhof wurde von Alfred Grenander gestaltet und wie schon der Bahnhof Alexanderplatz mit türkisfarbenen, rechteckigen Keramikfliesen ausgestattet. Der U-Bahnhof Gesundbrunnen liegt in spitzem Winkel unter den Bahnsteigen der Fern-, Ring- und Vorortbahn. Der 15 m breite Mittelbahnsteig hat Zugänge an beiden Enden und Übergänge zu S- und Fernbahnsteigen.
Aufgrund der Tieflage des U-Bahnhofs unter der Ringbahn – er liegt 14,75 m unterhalb der Straßenoberfläche – wurden die Zugänge zusätzlich zu den Treppen von Anfang an mit je zwei Rolltreppen je Abgang ausgestattet, damals die längsten Fahrtreppen Deutschlands. Heute sind es die längsten Fahrtreppen bei der Berliner U-Bahn. Zwischen U-Bahn-Tunnel und Straße wurden Betriebsräume eingerichtet.
Der U-Bahnhof Gesundbrunnen erhielt an der Brunnen- Ecke Behmstraße ein freistehendes Empfangsgebäude auf quadratischem Grundriss in den Formen der Neuen Sachlichkeit nach einem Entwurf des schwedischen Architekten Alfred Grenander.

### Zweiter Weltkrieg und seine Folgen
Bereits 1935 erfolgte der Einbau einer Luftschutzanlage im Kellergeschoss des nördlichen Empfangsgebäudes des U-Bahnhofs Gesundbrunnen. Nach Beginn des Zweiten Weltkriegs wurde der Luftschutzbau intensiviert und auch im U-Bahnhof Gesundbrunnen wurden mehrere große Hohlräume, die beim U-Bahn-Bau durch die große Tiefenlage der U-Bahn entstanden waren, durch Bunkeranlagen ausgefüllt. Hier entstanden insgesamt vier Luftschutzanlagen. Von Süd nach Nord waren dies eine Anlage zwischen der Tunnelrampe und dem Kellergeschoss der Bebauung Ramlerstraße Ecke Badstraße, eine Anlage im südlichen Zugangsgebäude, eine Anlage im nördlichen Zugangsgebäude und eine Anlage oberhalb der Kehrgleise nördlich des Bahnhofs (unterhalb des Blochplatzes). Eine weitere kleine Luftschutzanlage mit nur drei Räumen wurde auf Bahnsteigebene in den Gang zum südlichen Ausgang eingebaut und Ende der 1970er Jahre entfernt. Einige der Bunkeranlagen hat heute der Verein Berliner Unterwelten von der BVG gemietet und zeigt dort Dauerausstellungen.

### Nachkriegszeit
Kurz nach Kriegsende wurde bereits am 22. Mai 1945 wieder der Betrieb mit einem Pendelverkehr zwischen Gesundbrunnen und U-Bahnhof Rosenthaler Platz aufgenommen. Ab Juni war die Linie D (heute: U8) wieder in ganzer Länge befahrbar.
Nach Einstellung des Fernverkehrs am 18. Mai 1952 schloss die BVG den unterirdischen Bahnsteigzugang zu den Fernbahnsteigen des Bahnhofs Gesundbrunnen. Durch den Mauerbau war der nördliche Teil der Linie D vom Netz abgeschnitten worden. Die Züge fuhren zwischen Voltastraße und Moritzplatz ohne Halt durch und hielten nicht mehr auf den dazwischenliegenden sogenannten „Geisterbahnhöfen“.
Am 1. März 1966 fand die Umbezeichnung der West-Berliner U-Bahn-Linien von Buchstaben auf Zahlen statt. Aus der Linie D wurde die U8. Um den Nordteil der U8 aufzuwerten, wurde die U8 von Gesundbrunnen über die Pankstraße zum Endbahnhof Osloer Straße verlängert. Dort konnte man nach deren Fertigstellung am 7. Oktober 1977 in die Linie U9 umsteigen.

### Nach der Wiedervereinigung
Der Verbindungsgang zur Fernbahn wurde am 25. Mai 1991 wiedereröffnet – allerdings nur für kurze Zeit: Da der Tunnel fehlerhaft saniert und eine Entwässerung nicht gebaut worden war, musste er nach dem ersten größeren Regenfall wieder geschlossen werden. Der Gang wurde erst im Zuge der Umbauarbeiten des S-Bahnhofs endgültig wiederhergestellt.
Der nördliche Ausgang sollte in das Gesundbrunnen-Center integriert werden. Dazu hätte das unter Denkmalschutz stehende Zugangsbauwerk abgerissen werden müssen. Durch eine Zusammenarbeit des Investors mit der beteiligten Senatsverwaltung konnte eine Lösung gefunden werden, die den Erhalt des Gebäudes ermöglichte. Lediglich der direkte Ausgang zur Behmstraße ist vermauert. An dieser Stelle befindet sich heute ein Blumengeschäft.

## Umfeld
Auf der Fläche über dem Bahnhof befindet sich der Hanne-Sobek-Platz. Entstanden ist dieser nach dem Umbau des U- und S-Bahnhofs in einen Fernbahnhof. Mit Eröffnung des Bahnhofs erhielt der Platz im Mai 2006 seinen Namen nach dem ehemaligen Fußballspieler von Hertha BSC, Hanne Sobek, der 1930 und 1931 mit Hertha Deutscher Fußballmeister wurde. Das damalige Stadion von Hertha BSC lag direkt hinter dem heutigen Bahnhof Gesundbrunnen. Heute stehen dort Wohnhäuser. In unmittelbarer Nähe zum Bahnhof Gesundbrunnen, in der Bellermannstraße in der Gartenstadt Atlantic wohnte damals Hanne Sobek.
Ursprünglich hatte die Deutsche Bahn ein fünftürmiges Empfangsgebäude am Platz vorgesehen, das sowohl aus finanziellen als auch aus statischen Gründen verworfen wurde (der Platz ist eine nur begrenzt belastbare Brückenkonstruktion). Für die abgespeckte Idee eines zweigeschossigen Gebäudes fand sich danach auch kein Investor. Dadurch blieb der Bahnhof der einzige ICE-Bahnhof im gesamten DB-Netz, der lange Jahre kein Empfangsgebäude hatte. Lediglich zwei Laden-Container, ein paar Marktstände und Fahrkartenautomaten gab es hier.

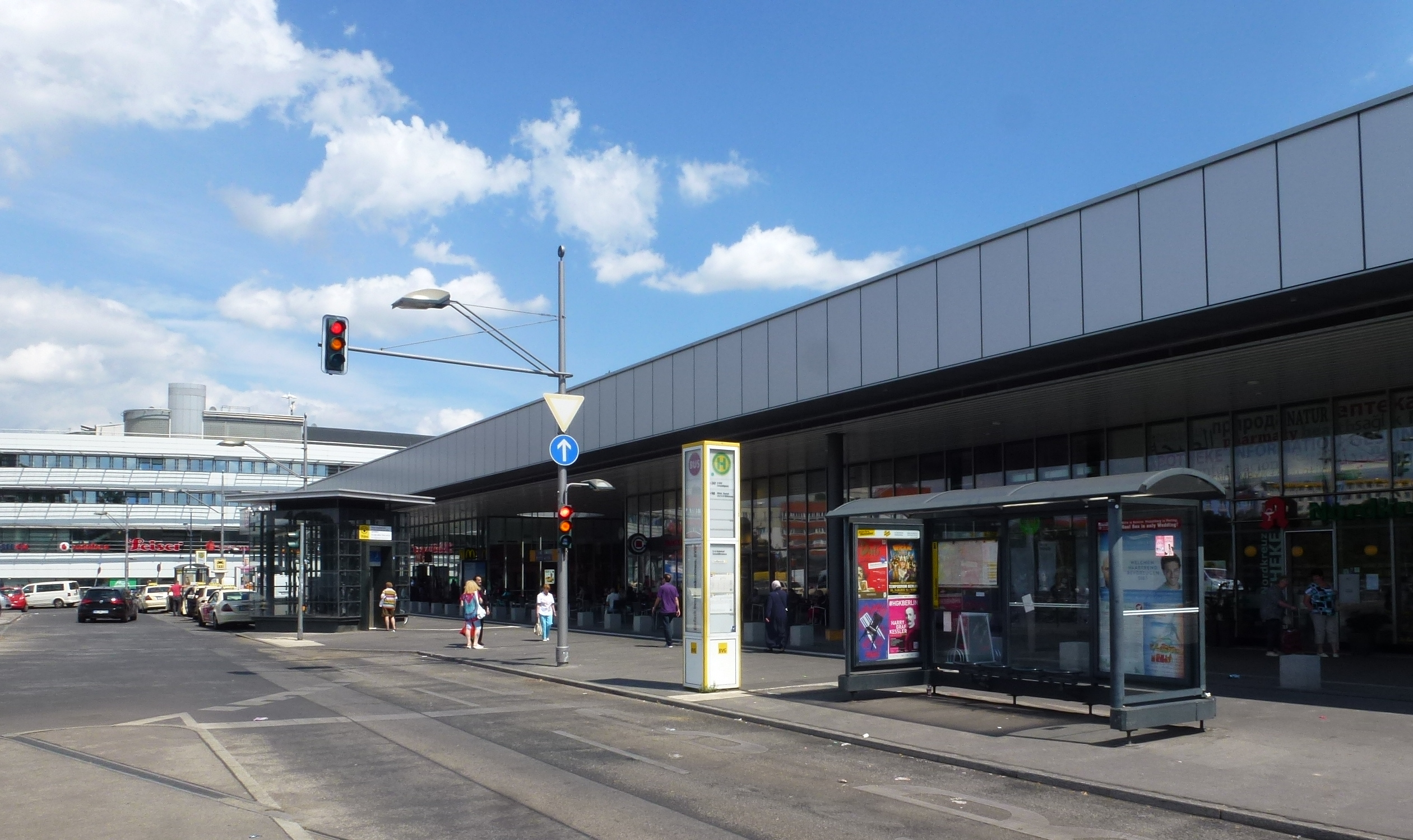
Hanne-Sobek-Platz 2016 mit dem neuen Empfangsgebäude

Im Jahr 2013 begannen die Bauarbeiten für das neue, flache Empfangsgebäude. Das mit grauem Blech und Glas verkleidete Bauwerk wird durch sein vorstehendes Dach mit einer Fläche von 7700 Quadratmetern geprägt. Es ruht auf 85 Stützen und wird durch bis zu zehn Meter hohe Oberlichter erhellt. Ursprünglich war vorgesehen, einen Großteil der Dachfläche mit Solarzellen zu versehen, was wegen Kürzung der Fördergelder durch den Bund nicht realisiert wurde. In der Halle sind 15 Geschäfte, ein Fahrkartenverkauf und Büros der Bundespolizei untergebracht. Der Rohbau war im Herbst 2014 fertiggestellt und kostete rund zehn Millionen Euro. Die vollständige Eröffnung erfolgte im Herbst 2015.
Die Gesamtfertigstellung des Bahnhofs wurde am 25. Juni 2016 gefeiert.
Neben dem Bahnhof Gesundbrunnen wurde mit dem Gesundbrunnen-Center 1997 ein großes Einkaufszentrum eröffnet. Im Jahr 2008 eröffnete auf der südlichen Seite des Hanne-Sobek-Platzes das Fachmarktzentrum Brunnenstraße mit dem Hauptmieter Kaufland.

## Anbindung
Am Bahnhof Gesundbrunnen beginnen die drei nördlichen Streckenäste der Berliner S-Bahn nach Hennigsdorf (Kremmener Bahn), Oranienburg (Berliner Nordbahn) und Bernau (Stettiner Bahn). In Richtung Süden verkehren die Züge über die Berliner Innenstadt (Bahnhof Friedrichstraße) nach Teltow Stadt, Blankenfelde und Wannsee. Über Gesundbrunnen verkehren auch die S-Bahn-Züge der Berliner Ringbahn sowie Züge der Fernbahn.
Der Fern- und Regionalbahnhof übernimmt eine Schlüsselposition für die Zugverbindungen nach Norden. Von hier aus gelangt man mit InterCity- und Regional-Express-Zügen nach Neustrelitz, Rostock und Stralsund sowie nach Angermünde, Schwedt, Greifswald und Stettin. In Richtung Süden bestehen Verbindungen nach Elsterwerda über Wünsdorf-Waldstadt sowie nach Lutherstadt Wittenberg und Falkenberg/Elster über Jüterbog.
Am U-Bahnhof Gesundbrunnen halten die Züge der U-Bahn-Linie U8 (Wittenau – Hermannstraße). Auf dem Vorplatz der Badstraßenbrücke gibt es Umsteigemöglichkeiten zur Omnibuslinie 247 der BVG.

### Fernverkehr
| Linie  | Fahrtverlauf | Takt               |
| ------ | --- | ------------------ |
| ICE 11 | Berlin Gesundbrunnen – Berlin Hbf – Lutherstadt Wittenberg – Leipzig – Erfurt – Eisenach – Fulda – Frankfurt (Main) – Mannheim – Stuttgart – Ulm – Augsburg – München                                         | 120 min            |
| ICE 15 | Berlin Gesundbrunnen – Berlin Hbf – Halle (Saale) – Erfurt – Frankfurt (Main) | 120 min (Sprinter) |
| ICE 18 | München – Nürnberg – Erfurt – Halle (Saale) – Bitterfeld – Berlin Hbf – Berlin Gesundbrunnen | einzelne Züge      |
| ICE 28 | München – Nürnberg – Erfurt – Leipzig – Lutherstadt Wittenberg – Berlin Gesundbrunnen – (Stralsund – Ostseebad Binz)                                                                                          | einzelne Züge      |
| ICE 29 | Berlin Gesundbrunnen – Berlin Hbf – Halle (Saale) – Erfurt – Nürnberg – München | 120 min (Sprinter) |
| IC 17  | Rostock – Waren – Neustrelitz – Oranienburg – Berlin Gesundbrunnen – Berlin Hbf – Berlin Südkreuz – Flughafen BER – Doberlug-Kirchhain – Elsterwerda – Dresden-Neustadt – Dresden Hbf (– Freiberg – Chemnitz) | 120 min            |
| EC 27  | Bratislava – Prag – Dresden – Berlin Hbf – Berlin Gesundbrunnen – Eberswalde – Stralsund – Ostseebad Binz | ein Zugpaar        |
| IC 32  | Köln – Düsseldorf – Duisburg – Essen – Bochum – Dortmund – Hannover – Berlin Gesundbrunnen – Eberswalde – Prenzlau – Stralsund – Ostseebad Binz                                                               | einzelne Züge      |

### Regionalverkehr
| Linie | Fahrtverlauf | Fahrtverlauf | Fahrtverlauf |
| ----- | --- | --- | --- |
| FEX   | Berlin Hauptbahnhof – Berlin Gesundbrunnen – Berlin Ostkreuz – Flughafen BER                                     | Berlin Hauptbahnhof – Berlin Gesundbrunnen – Berlin Ostkreuz – Flughafen BER                                     | Berlin Hauptbahnhof – Berlin Gesundbrunnen – Berlin Ostkreuz – Flughafen BER                                     |
| RE 3  | Lutherstadt Wittenberg – Jüterbog – Ludwigsfelde – Berlin Gesundbrunnen – Eberswalde – Angermünde –              | Lutherstadt Wittenberg – Jüterbog – Ludwigsfelde – Berlin Gesundbrunnen – Eberswalde – Angermünde –              | Schwedt (Oder)                                                                                                   |
| RE 3  | Lutherstadt Wittenberg – Jüterbog – Ludwigsfelde – Berlin Gesundbrunnen – Eberswalde – Angermünde –              | Lutherstadt Wittenberg – Jüterbog – Ludwigsfelde – Berlin Gesundbrunnen – Eberswalde – Angermünde –              | Prenzlau – Pasewalk – Greifswald – Stralsund                                                                     |
| RE 5  | Berlin Südkreuz – Berlin Potsdamer Platz – Berlin Gesundbrunnen – Oranienburg – Neustrelitz –                    | Berlin Südkreuz – Berlin Potsdamer Platz – Berlin Gesundbrunnen – Oranienburg – Neustrelitz –                    | Güstrow – Rostock                                                                                                |
| RE 5  | Berlin Südkreuz – Berlin Potsdamer Platz – Berlin Gesundbrunnen – Oranienburg – Neustrelitz –                    | Berlin Südkreuz – Berlin Potsdamer Platz – Berlin Gesundbrunnen – Oranienburg – Neustrelitz –                    | Neubrandenburg – Stralsund                                                                                       |
| RB 21 | Berlin Gesundbrunnen – Berlin Jungfernheide – Berlin-Spandau – Dallgow-Döberitz – Wustermark – Golm – Potsdam    | Berlin Gesundbrunnen – Berlin Jungfernheide – Berlin-Spandau – Dallgow-Döberitz – Wustermark – Golm – Potsdam    | Berlin Gesundbrunnen – Berlin Jungfernheide – Berlin-Spandau – Dallgow-Döberitz – Wustermark – Golm – Potsdam    |
| RB 27 | Berlin Gesundbrunnen – Schönerlinde – Schönwalde – Basdorf – Klosterfelde                                        | Berlin Gesundbrunnen – Schönerlinde – Schönwalde – Basdorf – Klosterfelde                                        | Berlin Gesundbrunnen – Schönerlinde – Schönwalde – Basdorf – Klosterfelde                                        |
| RB 54 | Berlin-Lichtenberg – Berlin Gesundbrunnen – Oranienburg – Löwenberg (Mark) – Herzberg (Mark) – Rheinsberg (Mark) | Berlin-Lichtenberg – Berlin Gesundbrunnen – Oranienburg – Löwenberg (Mark) – Herzberg (Mark) – Rheinsberg (Mark) | Berlin-Lichtenberg – Berlin Gesundbrunnen – Oranienburg – Löwenberg (Mark) – Herzberg (Mark) – Rheinsberg (Mark) |
| RE 66 | Berlin Gesundbrunnen – Bernau (b Berlin) – Eberswalde – Angermünde – Stettin                                     | Berlin Gesundbrunnen – Bernau (b Berlin) – Eberswalde – Angermünde – Stettin                                     | Berlin Gesundbrunnen – Bernau (b Berlin) – Eberswalde – Angermünde – Stettin                                     |

### S- und U-Bahn
| Linie | Fahrtverlauf | Takt                                                               |
| ----- | --- | ------------------------------------------------------------------ |
|       | Oranienburg – Lehnitz – Borgsdorf – Birkenwerder – Hohen Neuendorf – Frohnau – Hermsdorf – Waidmannslust – Wittenau (Wilhelmsruher Damm) – Wilhelmsruh – Schönholz – Wollankstraße – Bornholmer Straße – Gesundbrunnen – Humboldthain – Nordbahnhof – Oranienburger Straße – Friedrichstraße – Brandenburger Tor – Potsdamer Platz – Anhalter Bahnhof – Yorckstraße (Großgörschenstraße) – Julius-Leber-Brücke – Schöneberg – Friedenau – Feuerbachstraße – Rathaus Steglitz – Botanischer Garten – Lichterfelde West – Sundgauer Straße – Zehlendorf – Mexikoplatz – Schlachtensee – Nikolassee – Wannsee | 10 min                                                             |
|       | Bernau – Bernau-Friedenstal – Zepernick – Röntgental – Buch – Karow – Blankenburg – Pankow-Heinersdorf – Pankow – Bornholmer Straße – Gesundbrunnen – Humboldthain – Nordbahnhof – Oranienburger Straße – Friedrichstraße – Brandenburger Tor – Potsdamer Platz – Anhalter Bahnhof – Yorckstraße – Südkreuz – Priesterweg – Attilastraße – Marienfelde – Buckower Chaussee – Schichauweg – Lichtenrade – Mahlow – Blankenfelde | 10 min                                                             |
|       | Hennigsdorf – Heiligensee – Schulzendorf – Tegel – Eichborndamm – Karl-Bonhoeffer-Nervenklinik – Alt-Reinickendorf – Schönholz – Wollankstraße – Bornholmer Straße – Gesundbrunnen – Humboldthain – Nordbahnhof – Oranienburger Straße – Friedrichstraße – Brandenburger Tor – Potsdamer Platz – Anhalter Bahnhof – Yorckstraße – Südkreuz – Priesterweg – Südende – Lankwitz – Lichterfelde Ost – Osdorfer Straße – Lichterfelde Süd – Teltow Stadt | 20 min                                                             |
|       | Blankenburg – Pankow-Heinersdorf – Pankow – Bornholmer Straße – Gesundbrunnen – Humboldthain – Nordbahnhof – Oranienburger Straße – Friedrichstraße – Brandenburger Tor – Potsdamer Platz – Anhalter Bahnhof – Yorckstraße – Südkreuz – Priesterweg – Südende – Lankwitz – Lichterfelde Ost – Osdorfer Straße – Lichterfelde Süd – Teltow Stadt | 20 min                                                             |
| ↻ ↺   | Gesundbrunnen – Schönhauser Allee – Prenzlauer Allee – Greifswalder Straße – Landsberger Allee – Storkower Straße – Frankfurter Allee – Ostkreuz – Treptower Park – Sonnenallee – Neukölln – Hermannstraße – Tempelhof – Südkreuz – Schöneberg – Innsbrucker Platz – Bundesplatz – Heidelberger Platz – Hohenzollerndamm – Halensee – Westkreuz – Messe Nord/ZOB – Westend – Jungfernheide – Beusselstraße – Westhafen – Wedding – Gesundbrunnen | 05 min (Haupt- und Nebenverkehrszeit) 10 min (Schwachverkehrszeit) |
|       | Wittenau (Wilhelmsruher Damm) – Rathaus Reinickendorf – Karl-Bonhoeffer-Nervenklinik – Lindauer Allee – Paracelsus-Bad – Residenzstraße – Franz-Neumann-Platz (Am Schäfersee) – Osloer Straße – Pankstraße – Gesundbrunnen – Voltastraße – Bernauer Straße – Rosenthaler Platz – Weinmeisterstraße – Alexanderplatz – Jannowitzbrücke – Heinrich-Heine-Straße – Moritzplatz – Kottbusser Tor – Schönleinstraße – Hermannplatz – Boddinstraße – Leinestraße – Hermannstraße | 05 min (Haupt- und Nebenverkehrszeit) 10 min (Schwachverkehrszeit) |

## Bahnhof Gesundbrunnen in der Kunst
Der Bahnhof und die Swinemünder Brücke sind auf dem Gemälde Blick auf den Bahnhof Gesundbrunnen aus dem Jahr 1914 von Max Beckmann abgebildet, das sich im Von der Heydt-Museum in Wuppertal befindet.